# 新四军第3师
新四军第3师，全称国民革命军新编第四军第三师，皖南事变后由活动在淮海、盐阜地区的八路军第5纵队编成，师长兼政委黄克诚，参谋长彭雄，政治部主任吴法宪，辖3个旅及盐阜军区（6月组成）、淮海军区（3月组成）、皖东北保安司令部。最初全师共20000余人。

## 概述

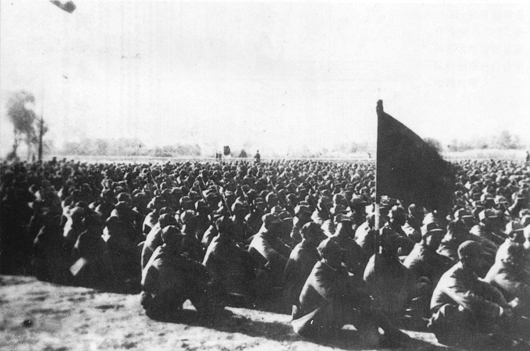
1945年8月，新四军第3师大反攻前召开誓师大会

1941年2月，由活动在淮海、盐阜地区的八路军第5纵队编成，在苏北坚持抗日斗争。7月，日伪军17000余人对盐阜区和苏中区进行扫荡。第3师和第1师密切配合，至8月彻底粉碎这次扫荡，收复阜宁、东沟、益林等地。9月，第9旅同第4师第10旅对调建制。10月参加陈道口之战，粉碎了韩德勤接应汤恩伯东进的计划，巩固了根据地。1942年贯彻中共中央和华中局的各项政策，根据地建设和部队建设取得很大成绩。11月粉碎了5000余日伪军对淮海区的合围扫荡。12月，盐阜军区和淮海军区合并为苏北军区，第3师兼军区机关。1943年春，粉碎20000日伪军对盐阜区的扫荡。从1944年1月起，发起春季攻势作战，攻克沐阳、涟水之间的塘沟、钱集等十余处据点，收复了1942年冬日伪军扫荡被占地区。4月下旬，又发起高沟、杨口战役，攻克据点14处，歼日伪军2400余人，使淮海、盐阜区连成一片，收复了六塘河两岸广大地区。1945年4月，以第10旅兼淮海军分区组成独立旅赴皖中，归第7师指挥。4月，攻克阜宁县城。在战略反攻中，进行两淮战役。10月、进军东北。11月，归为东北人民自治军建制。1946年1月，改称东北民主联军第三师。同年9月，三师除七旅编入六纵外，其余部队编为第二纵队。1948年11月，改编为中国人民解放军第39军。

## 最初编制
- 师长兼政委黄克诚，参谋长彭雄，政治部主任吴法宪，辖3个旅及盐阜军区（6月组成）、淮海军区（3月组成）、皖东北保安司令部[5]。
  - 第7旅旅长彭明治，政委朱涤新；
  - 第8旅旅长田守尧，政委吴信泉；
  - 第9旅旅长张爱萍，政委韦国清；
  - 盐阜军区：司令员洪学智；
  - 淮海军区：司令员覃健，政委金明。

- 以上人员当中除了田守尧在抗战时期牺牲以及张爱萍、韦国清留守华东之外其余全部于1946年进驻东北编入东北人民解放军序列。